# Cozad
Cozad é uma cidade localizada no estado americano de Nebraska, no Condado de Dawson.

## Demografia
Segundo o censo americano de 2000, sua população era de 4163 habitantes.
Em 2006, foi estimada uma população de 4284, um aumento de 121 (2.9%).

## Geografia
De acordo com o United States Census Bureau, a cidade tem uma área de
5,4 km², sem área coberta por água. Cozad localiza-se a aproximadamente 758 m acima do nível do mar.

## Localidades na vizinhança
O diagrama seguinte representa as localidades num raio de 32 km ao redor de Cozad.